# Calamagrostis petelotii
Calamagrostis petelotii är en gräsart som först beskrevs av Albert Spear Hitchcock, och fick sitt nu gällande namn av Rafaël Herman Anna Govaerts. Calamagrostis petelotii ingår i släktet rör, och familjen gräs.
Artens utbredningsområde är Vietnam. Inga underarter finns listade i Catalogue of Life.